# Колонізація Меркурія

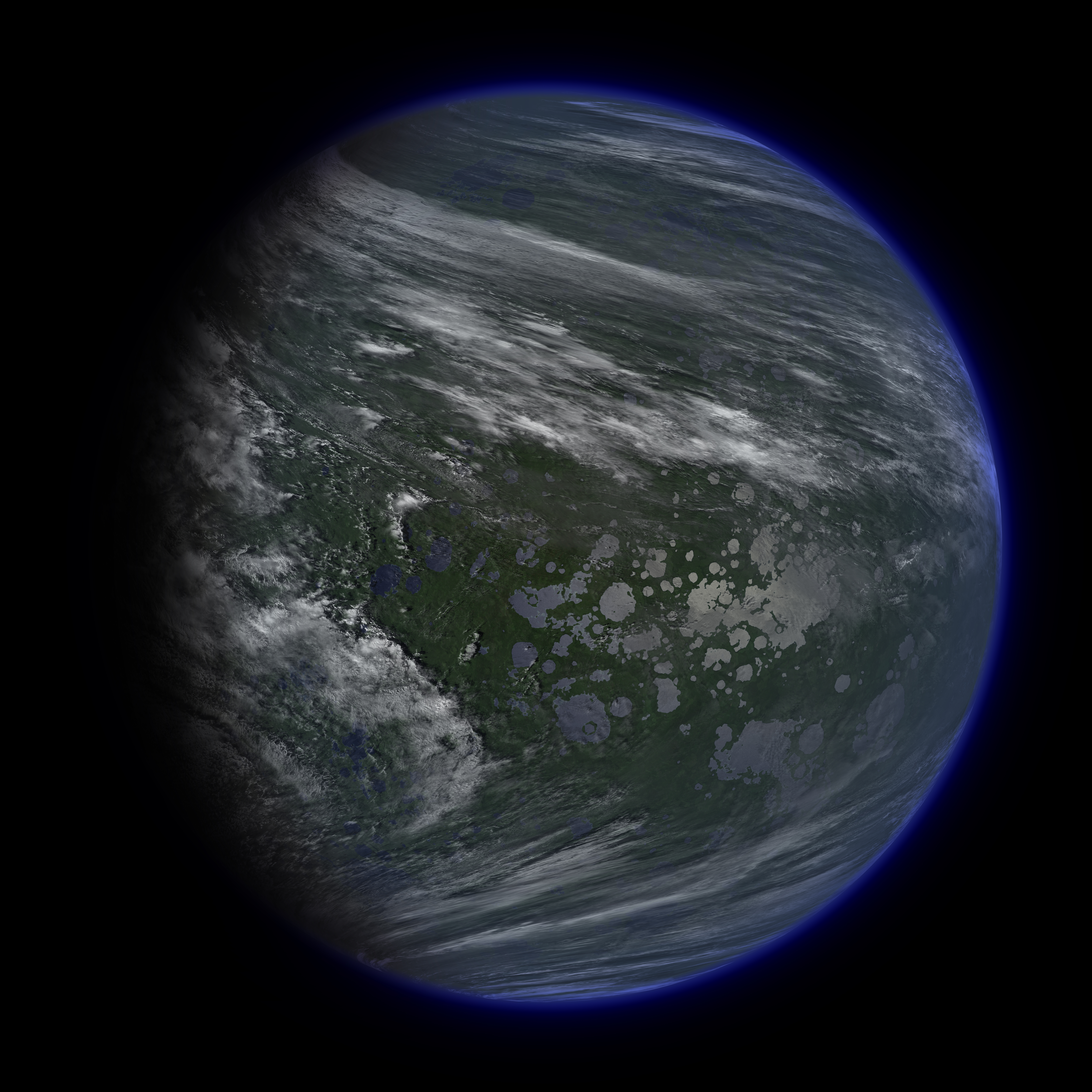
Терраформований Меркурій, в уяві художника.

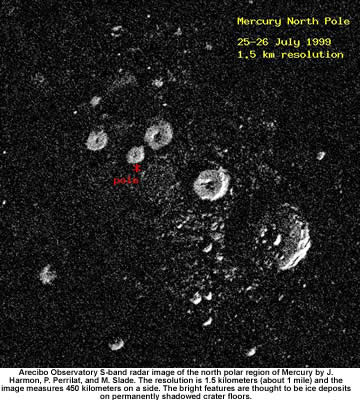
Північний полюс Меркурія

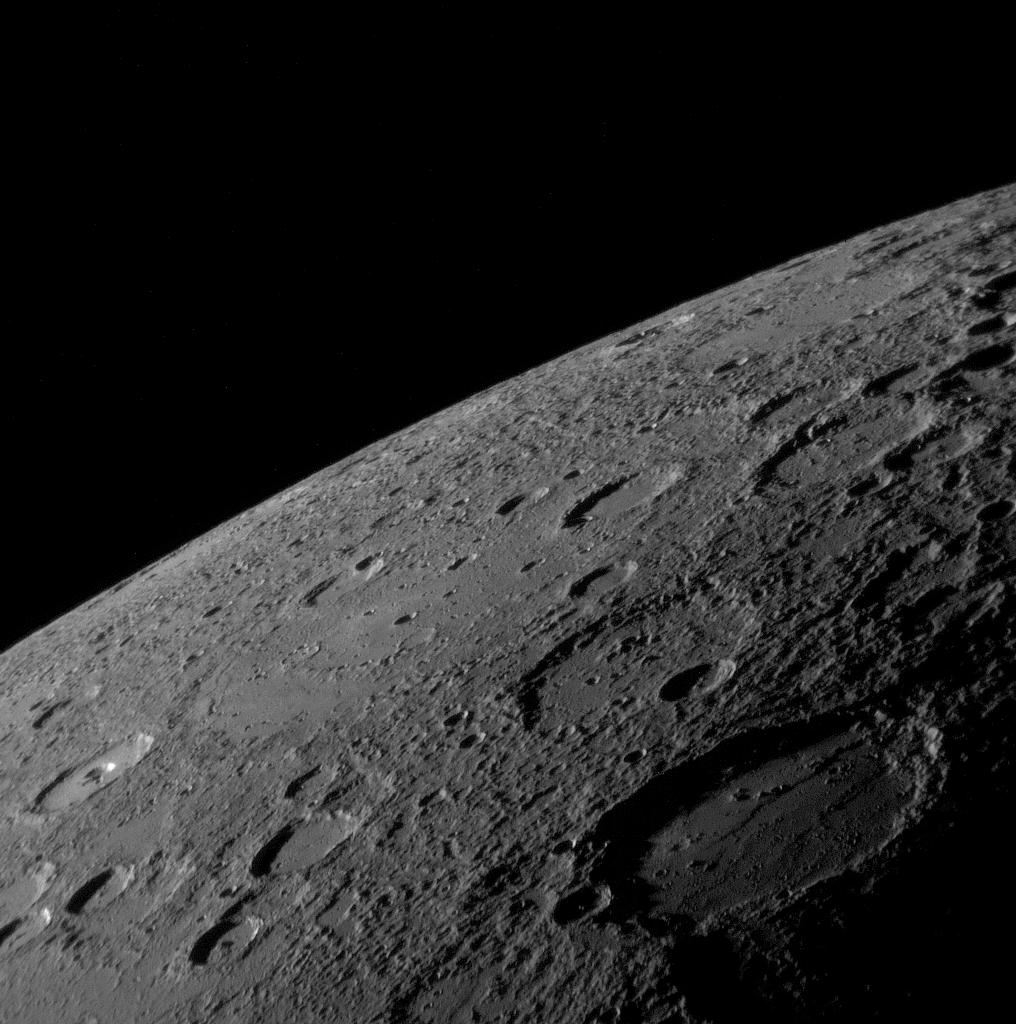
Меркурій. Фото місії MESSENGER. 2008 р.

Меркурій — один з кандидатів для колонізації в межах Сонячної системи поряд з Марсом, Венерою, Церерою, Місяцем, Європою, Ганімедом, Каллісто й поясом астероїдів.

## Перспективи
За багатьма параметрами Меркурій подібний до Місяця, тому стратегії колонізації природного супутника Землі придатні для застосування і на Меркурії.
Меркурій багатий на метали та леткі речовини, а також отримує багато сонячної енергії (в 6,5 разів більше, ніж система Земля-Місяць). Це робить Меркурій хорошим місцем для розміщення інфраструктури з будівництва космічних апаратів і їх запуску до інших планет Сонячної системи, а також інших зірок. Від Меркурія можна було б відправляти апарати, обладнані сонячними вітрилами, що розганяються лазерними променями, енергія для яких добуватиметься на орбіті планети сонячними батареями.
При тому, що Меркурій розташований дуже близько до Сонця, дно його полярних кратерів завжди перебуває в тіні. Причина цього в малому нахилі осі Меркурія. На полюсах зосереджено 1014–1015 кг льоду, що робить ці регіони підхожим місцем для колонізації. Шляхом фотолізу лід можна розкласти на кисень і водень.
Під поверхнею Меркурія ймовірно є порожні лавові тунелі, де можна облаштувати поселення. Комфортна температура в 22℃ починається вже на глибині лише 0,7 м. З цієї причини деякі дослідники вважають створення колонії на Меркурії легшим, аніж на Марсі. Термінатор на Меркурії рухається повільно (планета здійснює оберт навколо своєї осі за 176 земних днів), тому на межі дня й ночі тримається комфортна температура і колоністи могли б рухатися планетою.
Хоча планета менша за Марс, вона щільніша і гравітація на поверхні Меркурія складає ті самі 0,38g завдяки великому металічному ядру. Низький синодичний період означає, що вікна запуску апаратів із Землі до Меркурія частіші, ніж із Землі до Венери чи Марса.

## Проблеми
Дуже розріджена атмосфера, надзвичайна близькість до Сонця й більша тривалість дня (176 земних днів) можуть стати серйозними перешкодами на шляху заселення Меркурія. Колонія на Меркурії потребуватиме потужного захисту від радіації та сонячних спалахів. Повільний період обертання Меркурія означає, що одна сторона планети обернена до Сонця протягом тривалого часу — досягаючи максимумів температури до 427 °C, тоді як нічна зазнає екстремальних холодів до -193 °C.
Крім того, Меркурій — одна з найбільш важкодосяжних планет. На політ до Меркурія необхідно затратити енергію, порівнянну з польотом до Плутона. Для досягнення Меркурія може бути використаний гравітаційний маневр біля Венери й Землі. Апарат MESSENGER використовує рекордну кількість гравітаційних маневрів (шість), щоб вийти на орбіту Меркурія.

## Відео
- Rees, Martin (March 2017). Brief talk on some key issues in space exploration and colonization. Архів оригіналу за 11 грудня 2021. Posted on the official YouTube channel of Casina Pio IV.
- Sarmont, Eagle (December 2018). Opening the High Frontier. Affordable to everyone spaceflight is the key to building a spacefaring civilization. Posted on Vimeo.